# Battaglia di Bosco Martese

La battaglia di Bosco Martese avvenne nel 1943 nei pressi della località Ceppo (Rocca Santa Maria) in provincia di Teramo. Fu la prima battaglia in campo aperto fra partigiani e soldati tedeschi.

## Descrizione
Il 21 settembre del 1943 si radunarono in località Ceppo circa duemila persone, comprendenti soldati italiani e non, ex-prigionieri di guerra (in maggioranza inglesi e slavi), gruppi di antifascisti e civili teramani antifascisti, con l'intenzione di costituire un presidio per difendere Teramo da eventuali attacchi da parte dei tedeschi.
I militanti furono organizzati in tre compagnie: quella del Partito d’Azione, quella "Estera" e quella dei comunisti, comandate rispettivamente dall’avvocato Felice Mariano Franchi, dal tenente colonnello Dushan Matiyasevic e dal tenente di artiglieria Francesco Di Marco. Il comando venne affidato al capitano dei carabinieri Ettore Bianco.
Il 25 settembre un contingente di tedeschi (circa una trentina di camion) si diresse verso il luogo dove erano situati i partigiani. La battaglia iniziò alle 12.30 e durò circa 3 ore; i partigiani sconfissero i tedeschi che si ritirarono. Secondo fonti partigiane si contarono almeno 50 tedeschi uccisi, cinque camion distrutti e due autovetture distrutte. Il comandante tedesco Hartman fu fatto prigioniero e giustiziato sul posto, responsabile della morte di cinque ostaggi partigiani fatti prigionieri nel primo mattino del 25 settembre. I tedeschi per rappresaglia uccisero i cinque ostaggi catturati a Torricella Sicura e successivamente altri tre carabinieri, un soldato e Mario Capuani, medico antifascista decorato con la medaglia d’oro al valor militare.

## Memoria
Dagli anni '90, il giorno della battaglia,  un drappello di ex soldati e di abitanti di Rocca Santa Maria fanno una processione nei luoghi della battaglia. In alcune commemorazioni partecipò anche Carlo Azeglio Ciampi. La cerimonia prosegue poi col ricordo nel palazzo comunale di Teramo.
Nel bosco di contrada Ceppo, è stato realizzato un monumento in ricordo della battaglia,  mentre un ex mulino di pietra è stato riconvertito a museo militare.